# وليام أفيري (كرة سلة)
وليام أفيري (بالإنجليزية: William Avery)‏ مواليد 8 أغسطس 1979 في أوغستا، هو لاعب كرة سلة أمريكي سابق. بدأ مسيرته الاحترافية في سنة 1999. تم اختياره من قبل فريق مينيسوتا تمبر ولفز خلال الدرافت. يحمل الرقم 5. يبلغ طوله 6 قدم 2 بوصة (1.9 م). اعتزل اللعب في 2011.

## المسيرة الاحترافية
لعب مع مينيسوتا تمبر ولفز من سنة 1999 إلى 2002، ثم لعب مع ستراسبورغ أي جي في الدوري الفرنسي في موسم 2002–2003، ثم لعب مع نادي بانيونيس لكرة السلة في موسم 2005–2006، ثم لعب مع ألبا برلين في الدوري الألماني في موسم 2006–2007، ثم لعب مع غلطة سراي لكرة السلة في الدوري التركي في سنة 2007.

## روابط خارجية
- وليام أفيري على موقع الدوري الأوروبي لكرة السلة (الإنجليزية)
- وليام أفيري على موقع إن بي أي (الإنجليزية)
- وليام أفيري على موقع سبورتس رفرنس (الإنجليزية)
- وليام أفيري على موقع كرة السلة الأوروبية.كوم (الإنجليزية)
- وليام أفيري على موقع كلية كرة السلة في سبورتس رفرنس.كوم (الإنجليزية)
- وليام أفيري على موقع ريلجم (الإنجليزية)
- وليام أفيري على موقع بروبوليرز (الإنجليزية)
- وليام أفيري على موقع سبورتس رفرنس (الإنجليزية)